# رونالد كيز
رونالد كيز (بالإنجليزية: Ronald Keys)‏ هو ضابط أمريكي، ولد في 3 فبراير 1945.